# Джамбул (сельский округ Казыбек би)
Джамбул (каз. Жамбыл) — село в Жетысайском районе Туркестанской области Казахстана. Входит в состав Ынтымакского сельского округа. Код КАТО — 514489400.

## Население
В 1999 году население села составляло 1292 человека (654 мужчины и 638 женщин). По данным переписи 2009 года, в селе проживало 1506 человек (754 мужчины и 752 женщины).